# 130e régiment d'infanterie (France)
Le 130e régiment d'infanterie (130e RI) est un régiment d'infanterie de l'Armée de terre française créé sous la Révolution sous le nom de 130e demi-brigade de première formation. Dissout en 1814, il est recréé en 1873 et combat pendant la Première et la Seconde Guerre mondiale.

## Création et différentes dénominations
- 1795 : création de la 130e Demi-Brigade de Bataille, à partir des unités suivants:
  - 2e bataillon du 70eRégiment d'Infanterie
  - 4e et 5e bataillons de Volontaires de la Haute-Garonne
- 1796 : incorporé dans le 4e Demi-Brigade d'Infanterie de Ligne
- 1811 : reformation du 130e Régiment d'Infanterie de ligne, à partir des unités suivants:
  - 1er, 3e et 6e bataillons auxiliaires de l'Armée du Nord en Espagne (un de ces bataillons était formé avec les restes du 123e Régiment d'Infanterie de Ligne, composé des troupes hollandaises).
- 1814 : licencié
- 1873 : reformation du 130e Régiment d'Infanterie de ligne
- 1882 : devient le 130e Régiment d'Infanterie
- 1914 : à la mobilisation, il donne naissance au 330e régiment d'infanterie
- 1923 : dissolution
- 1939 : de nouveau mobilisé
- 1940 : dissolution

## Chefs de corps

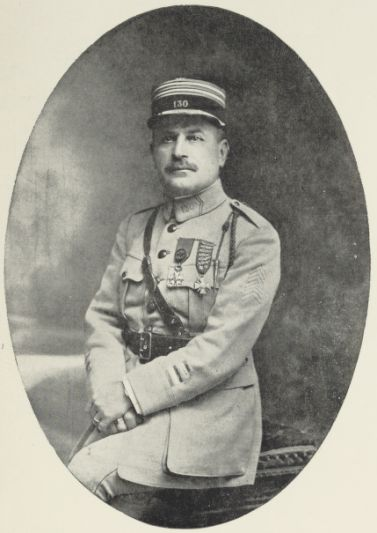
Le lieutenant-colonel Rousseau, commandant le pendant la Grande Guerre, à partir de 1917.

- 1795 à 1814 :
- Du 19 avril 1811 au 16 décembre 1813 : Colonel Mathivet[1].
- Du 16 décembre 1813 au 8 octobre 1814 : Louis-Joseph Gilleron [2].
- Du 3 octobre 1873 jusqu’en 1881 : Colonel Mathelin[3].

- Du 30 décembre 1896 au 15 janvier 1900 : Colonel Jean François du Pouget de Nadaillac[4],[5].

- 1905 : colonel Maurice Balfourier
- 23 juin 1913 : Colonel François Joseph André Louis Laffargue[6],[7] (†).
- Du 29 août 1914 au 7 février 1916 : Lieutenant-colonel Eugène Philippe Victor de Parscau du Plessix[8].
- Du 23 février 1916 au 14 mars 1916 : Lieutenant-colonel Lucien Guy [9].
- Du 11 avril 1916 au 27 janvier 1917 : Lieutenant-colonel Lebaud [10].
- le 1er février 1917 : Lieutenant-colonel Alphonse Rousseau [9].
- 1939 : Lieutenant-Colonel Prat[11].
- 1940 : Commandant Adam au 15 mai 1940[11].

## Historique des garnisons, combats et bataille du130erégimentd'infanterie de ligne

### RévolutionetEmpire
- 1795 : Loano
- 1811 : Santeter, Cabezon-del-Sal, et Torrelavega

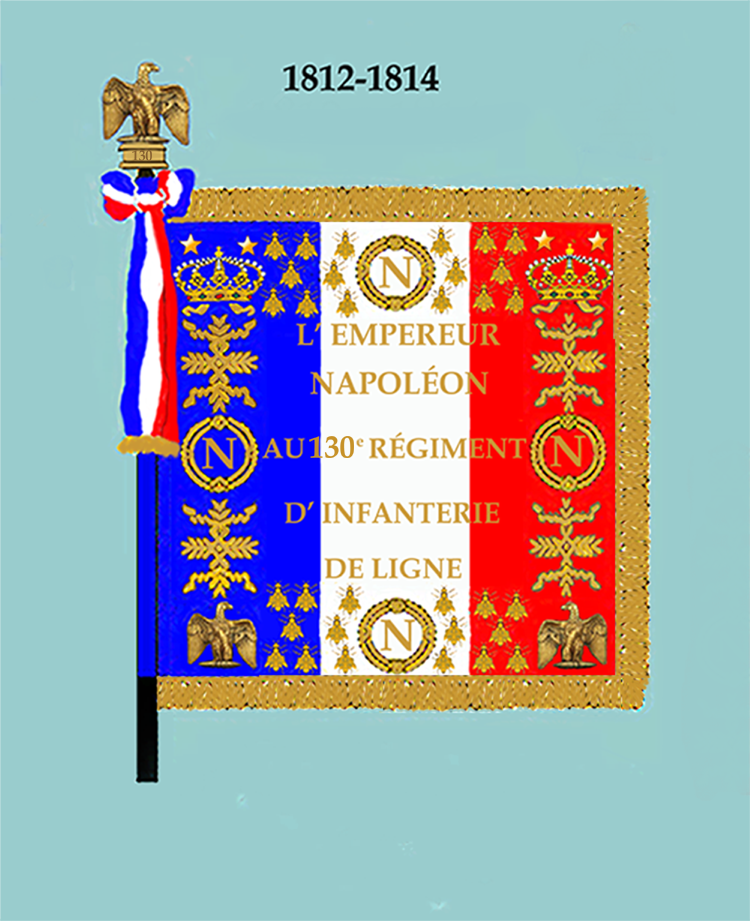
Drapeau modèle de 1812 (avers)
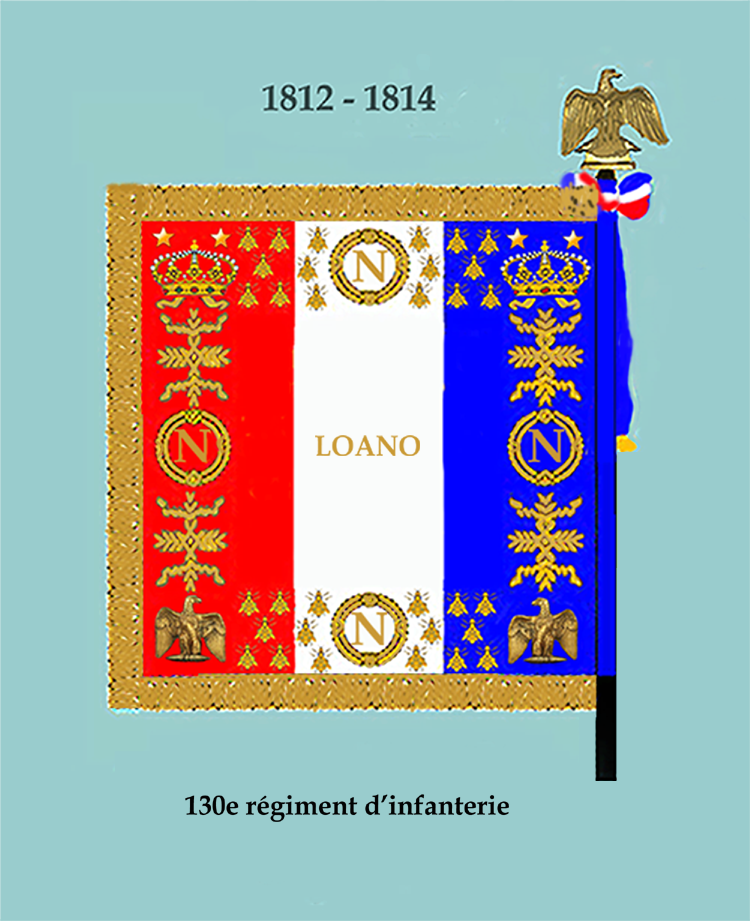
Drapeau modèle de 1812 (revers)

- 1812 : Tejo et Burgos
- 1813 : Santona, Pampelune, Sarre, et Bayonne
- 1814 : Montmirail, Bar-sur-Aube, Echelle, et Arcis-sur-Aube

Officiers tués ou blessés durant leur service dans le 130e régiment d'infanterie entre 1811 et 1814 :
- Officiers tués : 20
- Officiers morts des suites de leurs blessures : 3
- Officiers blessés : 25

### De 1873 à 1914
Le régiment est recréé en 1873 avec :
- 3 compagnies du 102e régiment d'infanterie de ligne[12]

### Première Guerre mondiale
Affectations: casernement Mayenne, 15e brigade d'infanterie, 8e division d'infanterie, 4e corps d'armée.
- 8e Division d'Infanterie d'août 1914 à novembre 1916

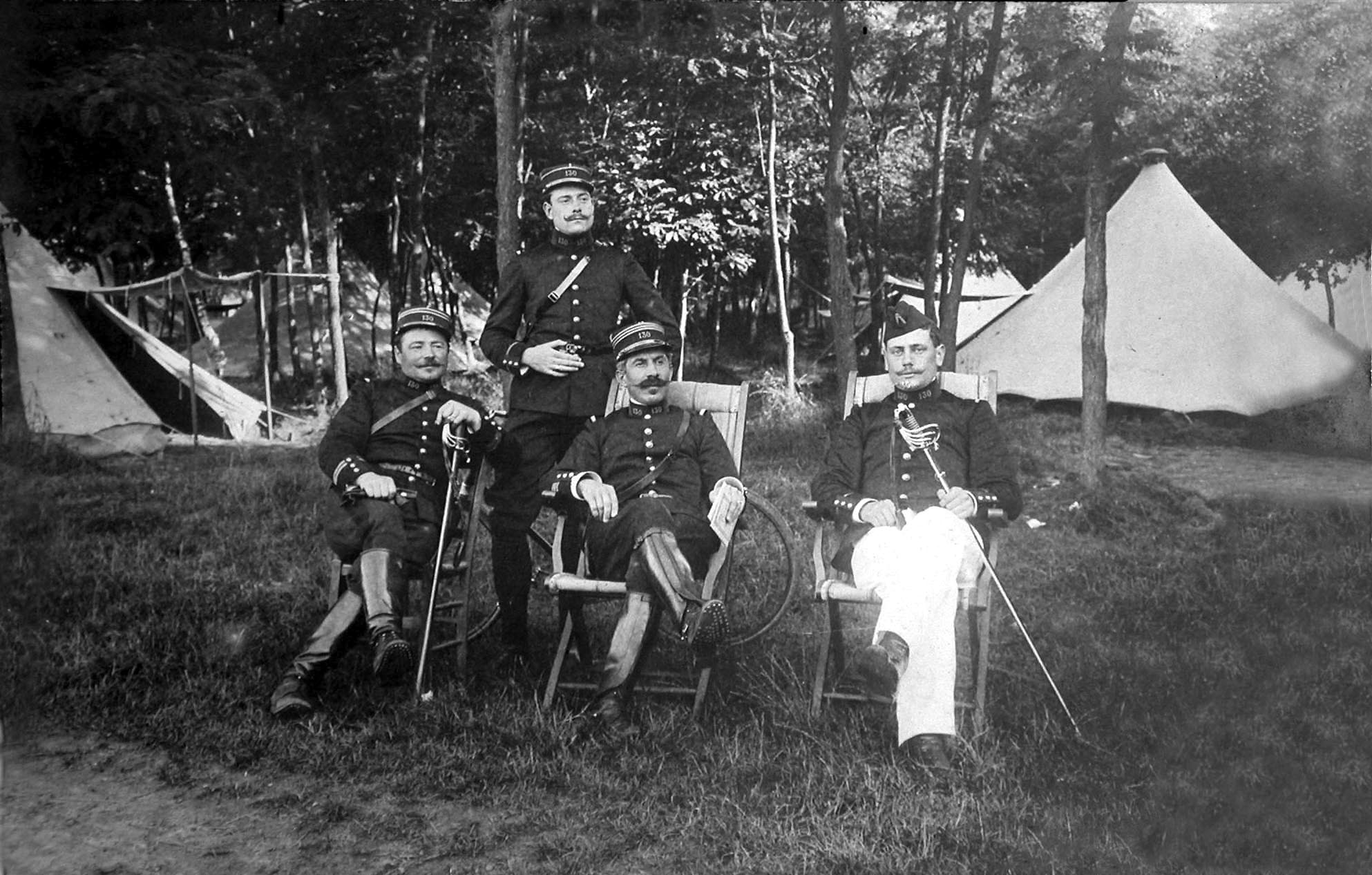
Officiers du R.I. en 1910

- 124e Division d'Infanterie de novembre 1916 à novembre 1918

#### 1914
Combat de Virton... La Somme...

#### 1915
Champagne...Bataille de champagne...

#### 1916
- Champagne...
- Bataille de Verdun....

#### 1917
La Somme...Le Pressoir...Woëvre...

#### 1918
Champagne...Le Casque... Mont Perthois...

### Entre-deux-guerres
En 1919 Mariadorf, Rhénanie-du-Nord-Westphalie.

### Seconde Guerre mondiale

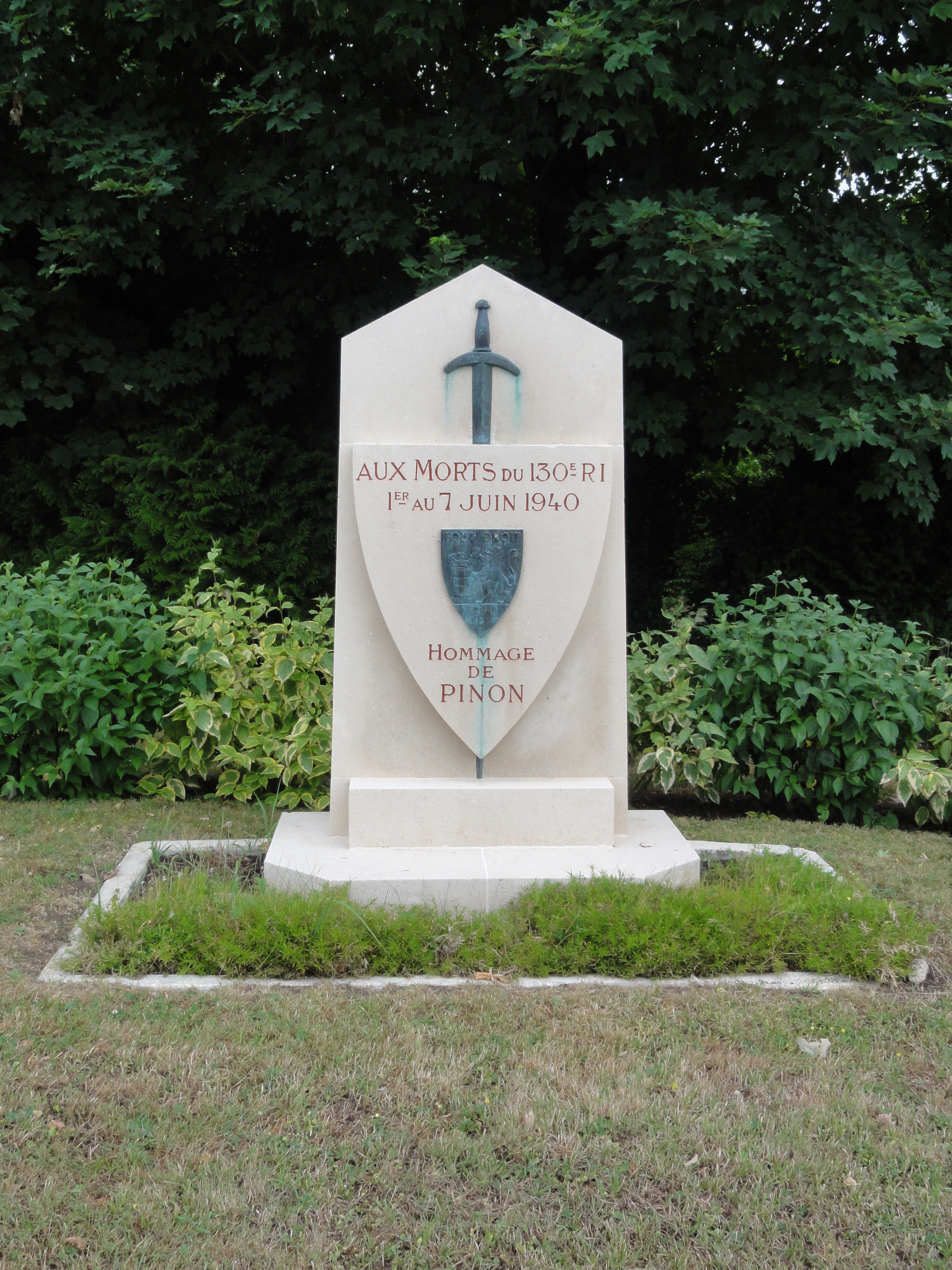
Monument en mémoire des combats du à Pinon début juin 1940.

Le régiment est reformé le 2 septembre 1939, mobilisé en Mayenne au centre mobilisateur d'infanterie no 41.
En 1940, le 130e régiment d'infanterie appartient à la 7e division d'infanterie du général Hupel.
Lors de l'attaque allemande au début de la bataille de France, le 130e RI reçoit l'ordre de reprendre l', une crête de la commune de Volmerange-les-Mines. Mal menée, l'attaque est un échec et le régiment perd une quarantaine de tués, dont le commandant du corps franc, le capitaine Félix Grat. Le régiment combat ensuite dans la bataille de l'Ailette, notamment à Pinon les 5 et 6 juin.

## Drapeau
Il porte, cousues en lettres d'or dans ses plis, les inscriptions suivantes :
- Loano 1795
- Burgos 1812
- Montmirail 1814
- Arcis-sur-Aube 1814
- Verdun 1916
- Champagne 1918
- Argonne 1918

## Décorations
Sa cravate est décorée de la Croix de guerre 1914-1918 avec deux citations à l'ordre de l'armée puis une à l'ordre du corps d'armée et de la division. 
Il a le droit au port de la fourragère aux couleurs du ruban de la croix de guerre 1914-1918.

## Chant
"Qu'il pleuv' ou qu'il vent' le 130 marche tout l'temps."

## Personnages célèbres ayant servi au130eRI
- Sous-lieutenant Charles de Fontenay dont une voie parisienne porte son nom[15].
- Capitaine Félix Grat, député de la Mayenne, mort pour la France le 13 mai 1940.

## Sources et bibliographie
- Bibliographie fournie par le musée du château de Vincennes.
- À partir du Recueil d'Historiques de l'Infanterie Française (Général Andolenko - Eurimprim 1969).
- chtimiste.com, le 130e R.I
- Historique du 130e R.I sur le BDIC